# Tampa Union Station
Tampa Union Station – stacja kolejowa w Tampie, na Florydzie. Gmach stacji jest obiektem zabytkowym i został wpisany do National Register of Historic Places.